# Ullmann Zsuzsa
Ullmann Zsuzsa (Budapest, 1967. június 8. –) magyar színművész.

## Életpályája
Pályafutását a Rock Színházban kezdte. 1996-tól a Budapesti Operettszínház tagja. Szinkronizálással is foglalkozik.
Gyermekeiː Takács Benedek és Sárközi Luca, aki 2023-tól a Színház- és Filmművészeti Egyetem hallgatója.

## Fontosabb színházi szerepei
- Nyomorultak (Cosette)
- Miss Saigon (Ellen)
- Evita (Elhagyott szerető)
- Sakk (Svetlana)
- A muzsika hangja (Margaréta testvér)
- Elisabeth (Helene)
- Rémségek (Narrátor)
- Mágnás Miska (Mausi grófnő)
- Odüsszeia (Pallas Athene)
- Sztárcsinálók (Poppea)
- Dzsungel könyve (Ká, a kígyó)

## Filmes és televíziós szerepei
- Szeszélyes (2006)
- Kék egér (1994-1998)